# Swedish Touring Car Championship 2002
Swedish Touring Car Championship 2002 var den sjunde säsongen av standardvagnsmästerskapet Swedish Touring Car Championship.
2002 blev det sista året med Super Touring-reglementet. Trots ett betydligt mindre startfält än 2001 bjöd säsongen på en tät och mycket underhållande racing. Jan "Flash" Nilsson såg ut att bli mästare men en fortkörning i depån vid det obligatoriska däckbytet, med påföljande drive-through-straff kostade honom segern 2002. Tomas Engström i sin Jas Honda hade då årets totalseger som i en ask när växelföraren på Hondan gav upp och Tomas plötsligt blev stående i bankanten utan poäng i sista racet . Årets Rookie Edward Sandström vann även han ett par delsegrar och slutade totalt på en fjärdeplats. Till slut stod återigen rutinerade Kristoffersson Motorsport och Roberto Colciago som slutsegrare. Volvo vann dock märkesmästerskapet 2002.

## Delsegrare
| Bana                   | Vinnare          | Märke | Vinnare              | Märke    |
| ---------------------- | ---------------- | ----- | -------------------- | -------- |
| Mantorp Park           | Roberto Colciago | Audi  | Edward Sandström     | Volvo    |
| Ring Knutstorp         | Roberto Colciago | Audi  | Edward Sandström     | Volvo    |
| Karlskoga Motorstadion | Tomas Engström   | Honda | Nicklas Karlsson     | Vauxhall |
| Falkenbergs Motorbana  | Jan Nilsson      | Volvo | Edward Sandström     | Volvo    |
| Falkenbergs Motorbana  | Jan Nilsson      | Volvo | Jan Lindblom         | Vauxhall |
| Ring Knutstorp         | Roberto Colciago | Audi  | Tommy Kristoffersson | Audi     |
| Karlskoga Motorstadion | Tomas Engström   | Honda | Roberto Colciago     | Audi     |
| Falkenbergs Motorbana  | Jan Nilsson      | Volvo | Nicklas Karlsson     | Vauxhall |
| Mantorp Park           | Roberto Colciago | Audi  | Edward Sandström     | Volvo    |

## Slutställning
| Plats | Förare               | Märke    | Poäng |
| ----- | -------------------- | -------- | ----- |
| 1     | Roberto Colciago     | Audi     | 175   |
| 2     | Jan Nilsson          | Volvo    | 162   |
| 3     | Nicklas Karlsson     | Vauxhall | 148   |
| 4     | Edward Sandström     | Volvo    | 147   |
| 5     | Tomas Engström       | Honda    | 146   |
| 6     | Tommy Kristoffersson | Audi     | 108   |
| 7     | Jan Lindblom         | Vauxhall | 96    |
| 8     | Tobias Johansson     | Audi     | 80    |
| 9     | Mattias Andersson    | Opel     | 79    |
| 10    | Marius Erlandsen     | Audi     | 48    |